# José Garcés
José Garcés y Tormos (Albalat dels Sorells, Valencia, siglo XIX-Madrid, 6 de abril de 1914) fue un médico y periodista español.

## Biografía
Hijo de un cirujano valenciano, Garcés se licenció por la Facultad de Medicina de la Universidad de Valencia en 1870, y se trasladó a Cella, Teruel, para ejercer de médico rural. 
Estando en Valencia, había escrito algunos artículos para La Crónica Médica, donde había coincidido con César Ordax Avecilla, quien más tarde sería nombrado gobernador de la provincia de Teruel, estando Garcés viviendo allí, como jefe de redacción, y con Juan Aguilar y Lara, compañero de estudios y futuro catedrático de Medicina Clínica de la Universidad de Valencia. 
Codirigió la La Asociación (1883-1891), la primera revista científica publicada en la provincia de Teruel, España, publicación en la cual firmaba sus artículos con el seudónimo de "Un médico de espuelas" (aunque utilizó por primera vez el seudónimo "Beni-secrag", una sola vez, en esta revista).
Finalmente, se trasladó a Madrid, donde ejerció en el Asilo de Inválidos de Carabanchel y fue jefe clínico de la Beneficencia provincial de Madrid. Fue corresponsal durante 21 años, firmando con el seudónimo de "Benisecrag" (el prefij árabe beni, seguido por su apellido escrito al revés), de la edición madrileña de El Liberal. Así mismo, colaboró con La Crónica de los Carabancheles, periódico local de corta duración (1897-98), donde coincidiría con un joven Gregorio Martínez Sierra y con José Ruiz-Castillo.